# Vladimir Zamfirescu
 Mihai Vladimir Zamfirescu (n. 3 mai 1936, Ploiești – d. 1 iunie 2020, București) a fost un pictor și desenator român, personalitate marcantă a picturii românești și europene. În anul 1968 s-a căsătorit cu poeta Maria Ivan.

## Viața
Maestrul Zamfirescu s-a născut la 3 mai 1936, la Ploiești, fiind al doilea copil (după fratele său Adrian) al Mariei și al inginerului chimist Mihai Zamfirescu. În 1954 absolvă Colegiul Național I.L. Caragiale din Ploiești . Este respins de câteva ori la concursurile de admitere la facultate și se vede obligat să se angajeze ca muncitor drumar necalificat, apoi ca proiectant la Uzina 1 Mai Ploiești. În 1958 absolvă școala Tehnică de Arhitectură și Construcția orașelor din București, continuând să repete probele de admitere la Institutul de Arte Nicolae Grigorescu unde, în 1960, când persecuțiile politice se mai atenuează, reușește, în sfârșit să treacă examenul de admitere la Institutul de Arte Nicolae Grigorescu. În 1966 absolvă Institutul de Arte Nicolae Grigorescu, ca șef de promoție pe țară. Acolo marele artist plastic român Corneliu Baba îi apreciază și îndrumă talentul. Tot atunci începe să expună în toate saloanele mari din România. Doi ani mai târziu, devine membru al Uniunii Artiștilor Plastici și se căsătorește cu Maria Ivan, scriitoare, și strănepoata Episcopului Nicolae Ivan al Clujului, cel care a ridicat Catedrala Ortodoxă din Cluj. În 1991 devine profesor la Academia de Arte, București.
(Observatorul Cultural, Cristian Petru Balan / Chicago 12/27/2006)

## Studii
- 1954 Absolvă Colegiul Național I. L. Caragiale din Ploiești, unde este coleg cu Nichita Stănescu
- 1958 Absolvă Școala Tehnică de Arhitectură și Construcția Orașelor
- 1966 Absolvă Institutul de Arte Plastice Nicolae Grigorescu la clasa Maestrului Corneliu Baba, unde i-a mai avut profesori pe: Tiberiu Krausz și Aurel Vlad
- 1968 Obține atestatul de pictor bisericesc
- 1968 Devine membru al Uniunii Artiștilor Plastici din România
- 1991 Devine profesor la Academia de Arte, București

## Opera
Orice mare artist își creează un tip antropologic propriu. Tipul antropologic al picturii lui Vladimir Zamfirescu este chipul întors, chipul care se retrage; chipul eluziv; chipul răsucit nu înăuntru, ci înspre despicătura prin care toată suferința lumii fie se scurge in afara, fie se revarsă, valuri-valuri, înăuntru. Temele lui sunt parte dintr-o cosmogonie care ar fi completă numai dacă pictorul ar fi nemuritor și ar putea picta toată eternitatea. El nu este Dumnezeu, este un interpret al nodurilor creației. Un nod este un prilej de poticnire a vieții, o problemă: lucrul de care te împiedici când mergi întins, bucuros ca toate îți merg. În miezul lor care despică lumea, viețile noastre sunt făcute din poticneli, din noduri, din împiedicări: iubirea, moartea, izgonirea, crima, trădarea, tortura, frumusețea. Tablourile lui Vladimir Zamfirescu sunt priviri aruncate acestor noduri ale vieții. Deși religioase în temă, ele nu aparțin exercițiului religios.
(Vladimir Zamfirescu -Pictor religios în timpuri din urmă, Horia Roman Patapievici, Ateliere de artiști din București, p. 179, Ed. Noimediaprint 2008)
Puțini sunt pictorii care trăiesc astăzi, cu sinceritate, destinul adevărat al culturii: speranțele și tulburarea ei, patetica ei descumpănire. Vladimir Zamfirescu e din această categorie ; arta sa este o liturghie închinată amurgului tuturor zeilor și mai cu seamă sfâșietor de frumosului amurg al zeilor picturii. Una dintre temele picturii sale e - nu întâmplător – tocmai virtuozitatea, virtuozitatea aceea rămasă singură atunci când miturile agonizează. În numele talentului său supraabundent, Vladimir Zamfirescu poate încerca totul și poate reuși totul cu strălucire .
Vladimir Zamfirescu are un tragic sunet nietzschean. O natură sensibilă la zvonurile Apocalipsei ar putea vedea cu ușurință în ea un simptom tipic al acelui episod în curgerea timpului căruia Hesiod îi spunea -epoca fierului, Edda scandinava -era lupului, iar metafizica hindusa - kaly-yuga. (...) Talentul e, la el, o formă de disperare, un fastuos ritual care, fatalmente, nu-și mai poate recunoaște zeii. Virtuozitatea pictorului încearcă, de aceea, să-și plămădească, din propria substanță, pantheonul, sau, măcar, să-l reconstituie comemorativ.
Toată ascensiunea creativă a lui Vladimir Mihai Zamfirescu este rezultatul unor eforturi și ambiții tenace, artistul luptându-se cu viziunile optuze și proletcultiste ale potentaților vremii de dictatură, motiv pentru care, câțiva ani la rând, a refuzat să expună în saloanele oficiale, ca răspuns discret la excluderea lucrărilor sale de pe simeze - de trei ori consecutiv -, acestea fiind acuzate de indecența nudului sau de misticism (pentru ca, în 1968, din iunie până la finele lui septembrie, pictase în frescă, singur, Biserica din Lunca Asaului, jud.Bacau).
(Vladimir Zamfirescu, Text Amurgul zeilor de Andrei Pleșu, Ateliere de artiști din București p. 179, Ed. Noimediaprint 2008)

## Aprecieri

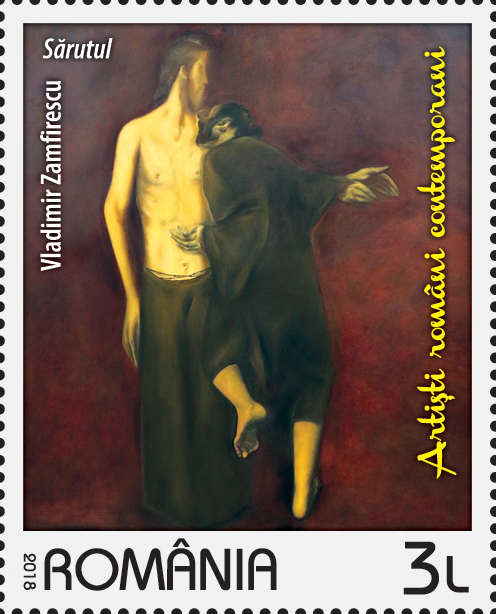
Sarutul

(...)Orice cercetare a subtilelor relee spirituale și tematice, care fac posibilă opera acestui mare artist român, trebuie să pornească de la recunoașterea unui adevăr incontestabil: în persoana lui Vladimir Zamfirescu, Biserica Ortodoxă Română a pierdut (poate nu pentru totdeauna!)un iconar de excepție, poate cel mai dăruit dintre toți cei care s-au încumetat, în vremuri recente, să abordeze frontal misterul expresiei teandrice. Cei ce l-au trimis în exil aparțin în exclusivitate eclesiei, fie ca dreptcredincioși, fie ca păstori ai artei liturgice.
(...).Din fericire, harisma iconarului Vladimir a fost repede preluată de mediu prolix al culturii. În consecință, pentru iconarul nostru, teritoriul culturii va simboliza de acum înainte Occidentul; în ambianța acestuia, e drept mai labilă axiologic, dar în schimb propice afirmării persoanei distincte, își va descoperi, încetul cu încetul propriul său Toledo! Cultura imaginii s-a îmbogățit astfel cu timbrul unei creații picturale insolite, bântuită subliminal de duhul inconfundabil al Icoanei. Iată originea tainică a morfologiilor efilate și a nobilelor sfumato-uri cu care, ani în șir ne-a deprins arta lui Vladimir Zamfirescu.
(Vladimir Zamfirescu, El Rumano ;Text de Sorin Dumitrescu ,Album Vladimir Zamfirescu ,Ed. Institutului Cultural Român p. 58 )
Constatăm în arta maestrului Vladimir Zamfirescu înclinația spre valorile durabile, manifestată în toate opțiunile tematice, în toate aspectele stilului. Picturile zamfiresciene, cu evidente tente suprarealiste, se caracterizează printr-o compoziție solidă, amintind de rigorile renascentiste și postrenascentiste, cu colorit delicat, fără predominante carnale vituperante, lipsite, deci, de orice stridențe, cu linii ablonge, pline de finețe și bogate în siluete zvelte, ușor contorsinate, care frizează, pe alocuri, stop-cadre cinetice. Astfel, în tabloul -Alungarea (din Paradis), Eva iese din cadru, împinsă parcă vindicativ de Adam care înțelege, evident, mai bine decât ea, tragismul irecuperabilei pierderi. În Sărutul lui Iuda gestul trădătorului este plin de agresivitate având ceva din mușcătura unui câine slinos, în vreme ce Mântuitorul primește nu atât cu scârbă, cât cu resemnare această îmbrățișare plină de tragi-comic. Stigmatele, din tabloul cu același nume, ecou probabil al personajelor lui El Greco, accentuează, pentru prima dată într-o pictură românească, amănuntul important că adevăratele răni ale lui Iisus, nu au fost în palme ci la încheietura mâinilor. Tabloul Eva, unul dintre cele mai reprezentative, impune prin puritate, prin perfecțiunea anatomică a nudului și prin inocență - și așa mai departe... Cu o perceptibilă premisă a stabilității, pictorul își potențează seria procedeelor ce ni se expandează spre privirile noastre din șarpanta tablourilor, printr-un sistem dinamic de ecleraje, alternând zonele de întuneric cu zonele semiluminate - și liniile de forță cu cele de slăbiciune și tragism ale personajelor înfățișate. Originalitatea este totdeauna evidentă.
(Observatorul Cultural , Cristian Petru Bălan / Chicago 12/27/2006)

## Expoziții personale – selecție
- 1981 – Muzeul Colecțiilor, București
- 1993 - Galeria Catacomba, București
- 1998 – Galeria Essen, Germania
- 2003- Pictează darul său pentru Suveranul Pontif Ioan Paul II, trimis din partea României la Vatican
- 2006 – Muzeul Național de Artă al Municipiului Cluj
- 2007 - Galeria 49, New York, S.U.A.
- 2007 Muzeul Județean de Artă Prahova Ion Ionescu Quintus
- 2009 -„Trupul și ființa”- pictură, desen și colaj, Galeria Sala Dalles, București[9];
- 2010 - Galeria Eleusis - Iași,

## Expoziții de grup – selecție
Expune la toate saloanele de stat până în 1985
Din anul 1971 Expune la expoziții romanești și internaționale din : Praga , Paris (Muzeul Marmottan); Stockholom (1980); Londra, Madrid, Barcelona, Palma de Mallorca, Veneția, Monaco, Moscova, Damasc Teheran, New York, Cagnes –Sur – Mer /Franta ; Midelsborough, New Delhi etc.

## Premii, Ordine și Titluri
- 1971 – Premiul Trienalei Internaționale de la Sofia
- 1980 – Bursa Academiei Regale Suedeze
- 1982 – Bursa Academiei Italiene pentru Pictură
- 1982 - Medalia Raffael a Academiei Caravaggio, Roma
- 1982 Premiul Juriului Uniunii Artiștilor Plastici din România
- 2003 - Ordinul Național pentru Serviciul Credincios, în grad de Cavaler
- 2006 - Titlul de Doctor Honoris Causa al Universității de Artă din Cluj
- Titlul de Profesor Honoris Causa al Universității de Artă din București
- Premiul de excelență Nicolae Grigorescu a Uniunii Patronatului Român
- 2007 - Titlul de Cetățean de Onoare al Municipiului Ploiești
- 2009 - Premiul Radio Cultural pentru întreaga activitate
- 2009 - Premiul Revistei Flacăra
- 2009 - Premiul Revistei Viața Românească

## Lucrări în muzee de stat și colecții particulare
Maestrul are tablouri în colecții particulare și în vestite muzee de artă din Franța, Anglia, ("Tate Gallery" din Londra); Italia, Germania, Spania, Austria, Elveția, Olanda, Suedia, Norvegia, Portugalia, Grecia, Rusia – (Muzeul Pușkin ), Iran, Turcia, Polonia, S.U.A etc. De asemenea, domnia sa are tablouri în colecții regale, în mari pinacoteci și în colecțiile unor șefi de stat din Norvegia, Danemarca, Romania, Italia, China, Bulgaria și chiar în Colecția Muzeului de artă al Vaticanului.
În anul 1968, din iunie până la finele lui septembrie, pictase în frescă, singur, Biserica din Lunca Asaului, jud.Bacau.
- 1971 - Compoziție în mozaic, Palatul Administrativ din Ploiești
- Colecția de artă a Reginei Sonia a Norvegiei
- Colecția de artă a Casei regale Suedeze
- Colecția de artă a Reginei Margareta a Danemarcei
- Colecția de artă a Regelui Mihai al României